# Aethalia (traghetto)
L'Aethalia è una nave traghetto bidirezionale di proprietà della compagnia di navigazione italiana BluNavy.

## Servizio

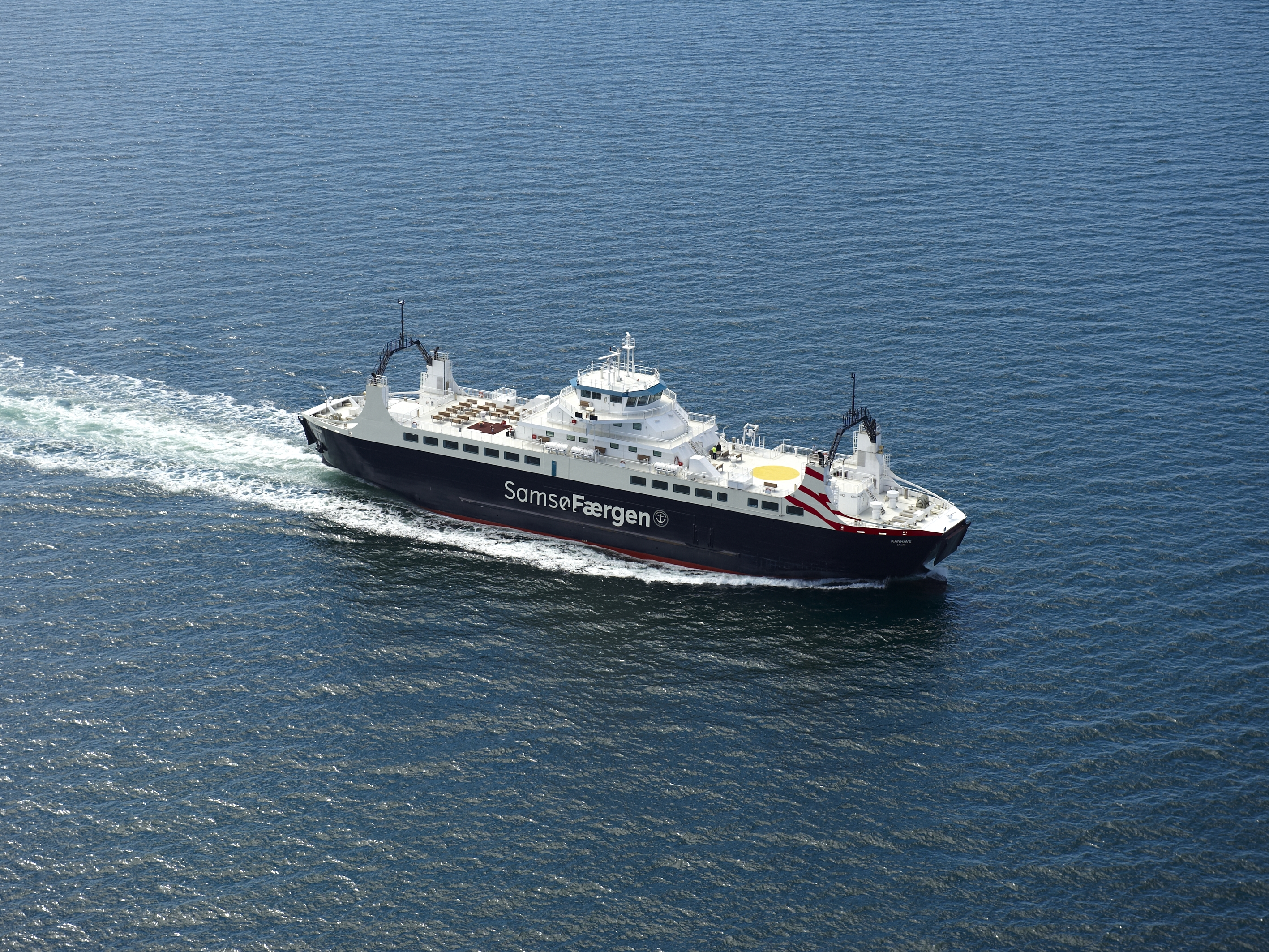
Kanhave in navigazione nel 2010.

Varata il 27 novembre 2008 nei cantieri navali greci G. Frantzis di Perama, con il nome di Kanhave per la Samsøtrafikken, in ritardo dato che la consegna era inizialmente fissata per l'ottobre del 2008, ma gli scioperi del cantiere navale greco ne hanno ritardato il completamento.              Consegnata il 6 giugno 2009, salpa il 10 giugno dal Pireo con destinazione Hou sotto le insegne di "nave cargo", in quanto il traghetto doveva ancora completare i lavori di allestimento.            Durante il trasferimento dalla Grecia alla Danimarca il traghetto riscontra una serie di problemi ai filtri dell'olio, risultati poi intasati, ed è quindi costretto ad una sosta straordinaria presso il porto di Gibilterra. Il 22 giugno, dopo 12 giorni di navigazione, giunge nel porto di Hou.
Nei giorni dall'8 al 12 luglio vengono eseguiti a bordo una serie di prove in mare nei pressi del porto di Hou, tra cui le procedure di utilizzo del'innovativo sistema di ormeggio automatico e verifiche agli impianti di drenaggio. Il 10 luglio viene eseguita una prova in mare aperto con la partecipazione di alcuni rappresentanti dell'autorità marittima danese, ottenendo così l'autorizzazione al trasporto di mezzi pesanti.
Il 13 luglio 2009 entra in servizio sulla Hou-Sælvig  e fin dai primi giorni si nota come sia impossibile rispettare il tempo di traversata previsto di 50 minuti e quello di sosta in porto di 10 minuti. Per far fronte a questo, l'armatore continua ad utilizzare il traghetto Skjoldnæs come supporto.
Il 6 agosto 2009, durante la navigazione tra Sælvig e Hou, scoppia un'incendo in una delle 2 sale macchine del traghetto, causato da un'eccessiva velocità e da un difetto nel sistema elettrico del sistema di raffreddamento dei motori. Tuttavia l'incendo non causò feriti, ma la nave perse la propulsione di due motori.             Dal 7 al 17 agosto rimane quindi ferma per riparazioni ad Hou, venendo momentaneamente sostituita dallo Skjoldnæs. Dal 18 agosto torna regolarmente in servizio.
Il 19 agosto 2009, la Kanhave inizia a navigare a velocita ridotta a causa di nuovi problemi al sistema di raffreddamento dei motori, dovendo effettuare tre corse notturne aggiuntive tra i porti di Kolby - Kås e Hou.
Dal 23 al 25 agosto 2009 ha dei problemi ad uno dei due portelloni, venendo posta sotto fermo dalle autorità danesi sino all'esecuzione delle riparazioni necessarie.

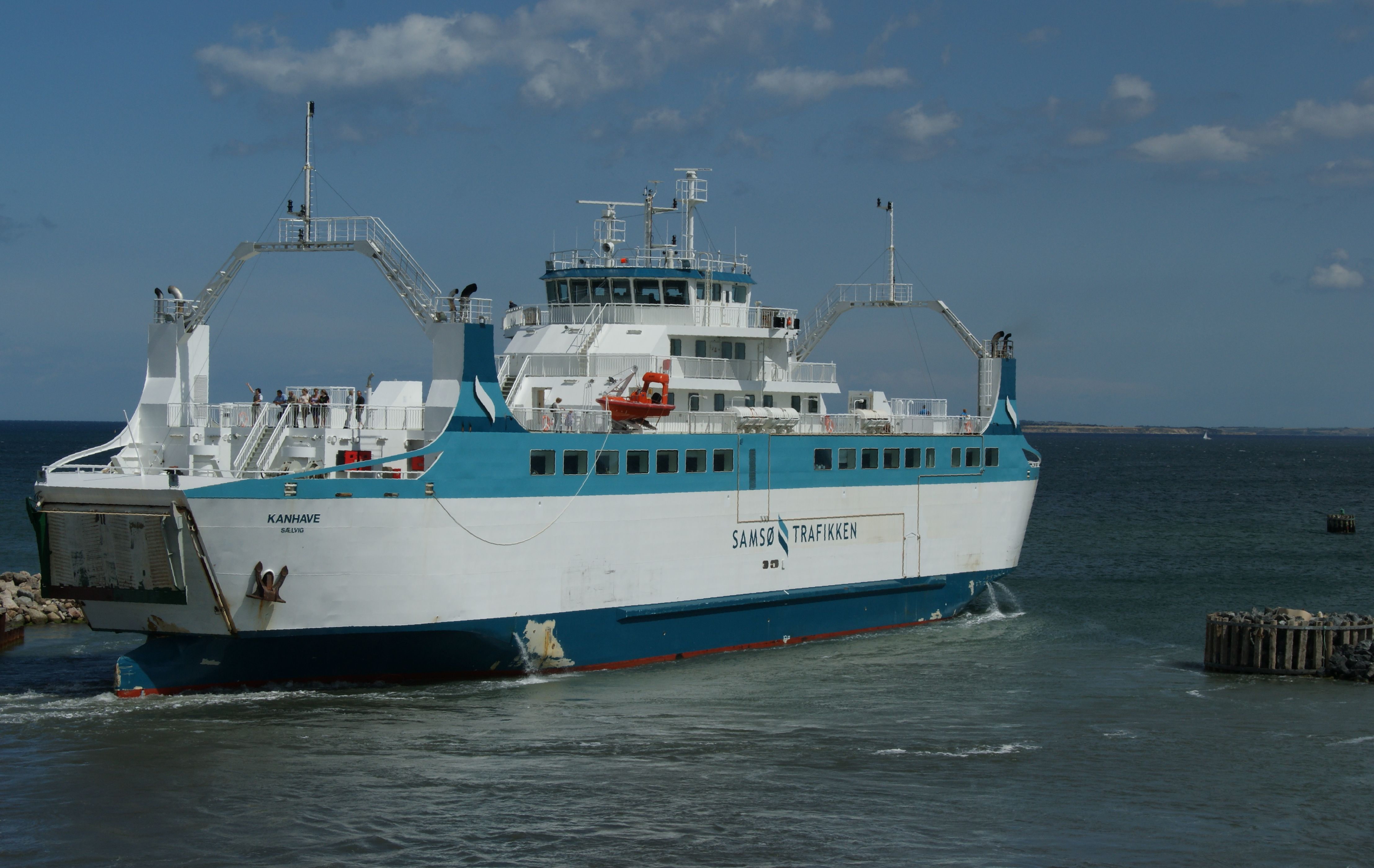
Il Kanhave in partenza da Samsø nel 2009.

Il 3 settembre 2009 la nave ha di nuovo problemi al portellone, di fatto la parte esterna della rampa, che in navigazione si dovrebbe piegare, non riesce a chiudersi correttamente, costringendo così la nave ad operare con un solo portellone, causando notevoli ritardi e cancellazioni.
Il 20 settembre 2009, in arrivo a Hou, lo scafo della Kanhave tocca il fondo. Posta sotto fermo per accertamenti, lo scafo viene esaminato da un gruppo di sommozzatori, che ne verifica l'integrità.
Il 3 ottobre 2009 la Kanhave, appena partita da  Sælvig, tocca di nuovo il fondo, ed i passeggeri rimangono bloccati a bordo per 7 ore. Il 4 ottobre, in seguito ad una nuova ispezione allo scafo, riprende la navigazione regolarmente, ma nella stessa giornata perde uno dei quattro propulsori ed è costretta a tornare ad Hou.
L'8 ed il 9 novembre presenta ulteriori problemi al portellone dopo le riparazioni provvisorie di settembre, e viene quindi  rimosso e provvisoriamente saldata una lamiera al suo posto.
Il 3 gennaio 2010 perde una delle sue 4 eliche durante la navigazione nei pressi di Hou. Un gruppo di sommozzatori verrà poi inviato alla ricerca dell'elica perduta, ma non verrà mai ritrovata, costringendo la nave a navigare con 3 propulsori fino al 17 gennaio, quando verrà ripristinata la quarta elica.
Nel 2015 viene venduta alla Mols Linjen e ribattezzata Samsø ed entrando in servizio sotto le insegne della Samsolinjen, venendo inserita di nuovo sui collegamenti con l'isola di Samsø, tra il porto di Ballen e quello di Kalundborg.

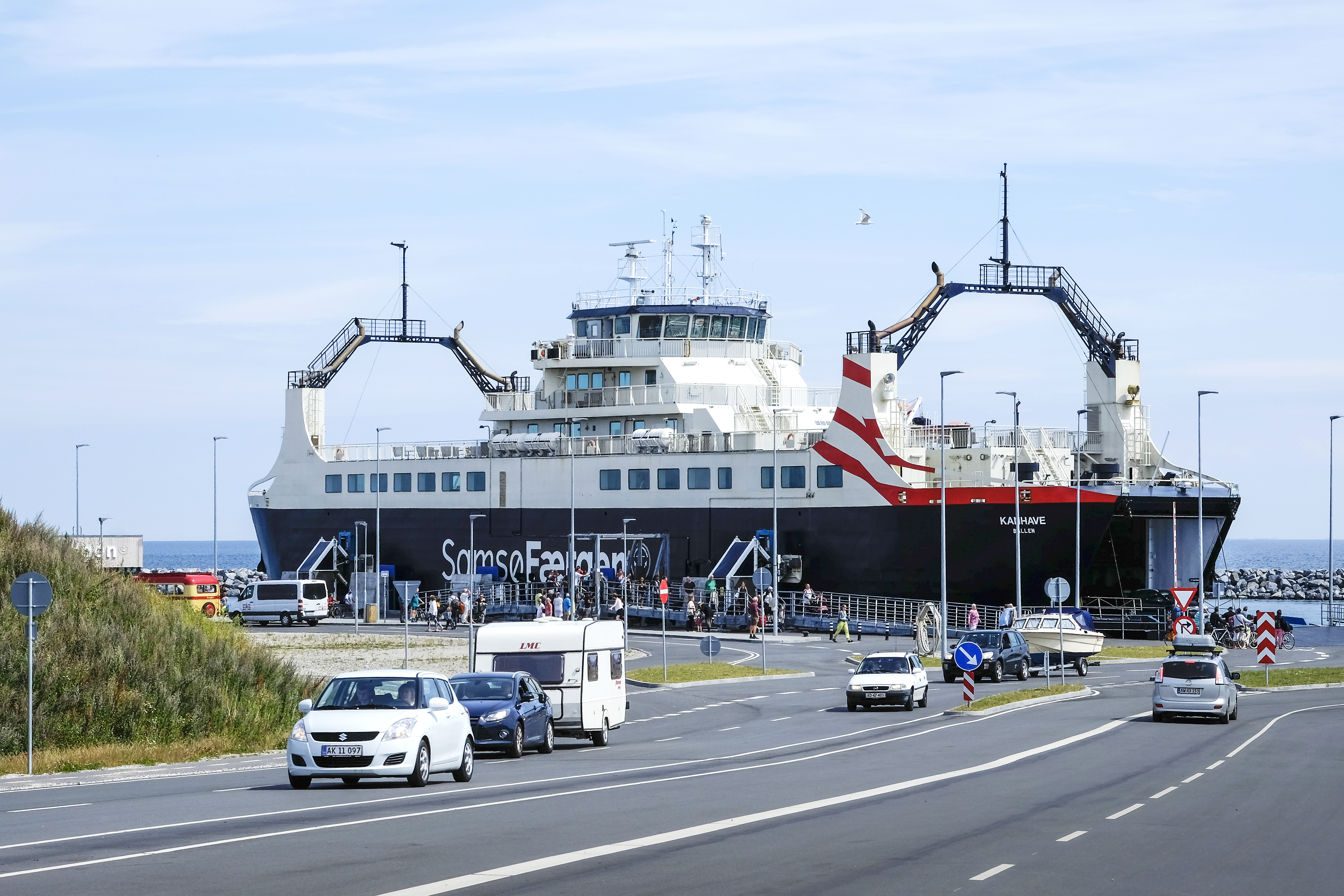
Kanhave ormeggiata a Ballen nel 2015 prima del cambio nome in Samsø.

Dal 23 gennaio al 20 febbraio 2017 viene messa in secca e rimotorizzata.
Il 16 novembre 2017, durante un'esercitazione in collaborazione con l'autorità marittima danese, vengono trovate delle perdite d'acqua in sala macchine provenienti dall'impianto antincendio, venendo successivamente fermata per permettere delle ispezioni a bordo.
Il 31 ottobre 2022, durante l'ormeggio al porto di Kalundborg, il traghetto va troppo "lungo" di 1 metro e colpisce la banchina al dì sotto della linea di galleggiamento, venendo fermata fino al 2 novembre per le dovute riparazioni.
La mattina del 26 ottobre 2024 è entrato di nuovo in collisione con la banchina di Kalundborg riportando danni e riprendendo il servizio solamente la sera.
Il 31 ottobre 2024 esegue l'ultima traversata sulla Kalundborg-Ballen e dal 1 novembre è in disarmo a Svendborg.
Il 5 novembre 2024 viene venduta alla compagnia di navigazione canadese CTMA, tuttavia la nave non entrerà mai in servizio ed a gennaio 2025 viene rivenduta all'italiana BluNavy per una cifra vicina ai 7 milioni di euro.
Il 28 gennaio la nave viene ufficialmente consegnata al nuovo armatore, venendo rinominata Aethalia ed issando bandiera italiana nel porto  danese di Svendborg.
L'8 febbraio lascia il porto di Svendborg con destinazione Genova, eseguendo due scali eccezionali durante il viaggio causa maltempo, uno in rada a Douarnenez l'11 febbraio, uno a Brest dal 12 febbraio al 25 febbraio. Nella sera del 4 marzo entra per la prima volta nel porto di Genova, dove prende la livrea BluNavy.
Completati i lavori in cantiere a Genova, il 24 aprile 2025 viene trasferito a Piombino, dove viene disarmato in attesa di prendere servizio.
Il 30 maggio 2025 prende servizio nei collegamenti tra Piombino e Portoferraio.

## Navi gemelle
- Brattingsborg (Impostato ma mai costruito in seguito ai ritardi sulla consegna del gemello Kanhave.)